# Flavocetraria cucullata
Flavocetraria cucullata, auch als Kapuzenflechte bezeichnet, ist eine Strauchflechte. Das Artepitheton kommt vom lateinischen Wort cuculla = Kapuze.

## Beschreibung
Die kraus wachsende, blassgelbe Kapuzenflechte ist an der Basis violett gefärbt. Die einzelnen Lagerlappen haben eine glatte Oberfläche und sind am Rand eingerollt. Apothecien sind sehr selten. Sie sind scheibenförmig am Ende der Lappen und haben eine braune Farbe. Photobionten sind Algen aus der Gattung Trebouxia. Die Ascosporen sind ellipsoid und einzellig. Die Kapuzenflechte enthält u. a. Usninsäure.
Die Kapuzenflechte ist leicht mit der Schneeflechte (Flavocetraria nivalis) zu verwechseln, deren Lagerlappen am Rand nicht eingerollt sind und eine kantige, runzelige Oberfläche haben.

## Vorkommen
Die Flechte ist circumpolar in der Tundra Russlands, Skandinaviens und Nordamerikas sowie in Gebirgen der tieferen Lagen wie Himalaya, Alpen, den Rocky Mountains und den Appalachen verbreitet. Auf der Südhalbkugel sind bisher Vorkommen in Peru und Bolivien nachgewiesen. Sie ist ein typischer Vertreter windexponierter Zwergstrauchheiden, denen auch im Winter die schützende Schneedecke fehlt. Während sie in den Alpen weit verbreitet ist, sind die außeralpinen Reliktvorkommen in Deutschland sehr selten.

## Sonstiges
In Alaska wurde diese Flechte von der Urbevölkerung als Gewürz in Fischsuppen verwendet. Die Art steht in Deutschland unter Naturschutz.